# Mellicta pseudodictynna
Mellicta pseudodictynna är en fjärilsart som beskrevs av Hermann Stauder 1922. Mellicta pseudodictynna ingår i släktet Mellicta och familjen praktfjärilar. Inga underarter finns listade i Catalogue of Life.